# 라이어니스
틀:Infobox fictional location 라이어니스(Lyonesse)는 아서왕 이야기에 속하는 트리스탄과 이졸데에서 등장하는 가상의 국가이다. 아버지가 왕이었던 영웅 트리스탄의 집으로 잘 알려져 있다. 후대에 라이어니스는 트리스탄의 이야기가 만들어진지 얼마 되지 않아 가라앉아버렸다고 진술한다. 이는 켈틱 이야기에서 이스를 비롯한 다른 사라진 섬들과 비슷하며, 실리의 섬 중 하나일지도 모른다는 가정이 있다.

## 아서왕 전설의 라이어니스
중세 아서왕의 전설에서는 가라앉은 라이어니스에 대한 자료가 없다. 라이어니스라는 이름 자체가 현실에 존재하고 있는 장소에서 가져온 것이기 때문이다. 라이어니스는 스코들랜드의 Lothian 의 라틴어 이름인 Lodonesia를 프랑스어로 번역한 Léoneis 또는 Léonois (이전 Loönois )를 또 다시 영어로 변형한 이름이다. 아서왕 문학을 쓰는 내륙의 작가들은 종종 영국의 내부 지리에 대해 혼선이 일으키기 마련이었다. 따라서  Arthurian 로맨스의 대륙 작가는 종종 영국의 내부 지리에 의아해했다. <트리스탄과 이졸데>를 산문으로 엮은 프랑스의 작가는 라이어니스를 콘월의 내륙지방으로 설정하기도 했다.
프랑스 이야기를 영어로 번역시키자, 라이어니스Lyonesse로 바뀐 Léonois는 로티한과 완전히 별개의 왕국이 되었고, 정확한 지리적 위치는 알 수 없어도 콘월 지방과 가까워졌다. 라이어니스라는 이름은 영국의 엘리자베스 1세가 통치하는 시절이 될 때까지 잃어버린 섬들에 대한 콘월 전설에 속해짔지 않았다. 하지만 세상 끝의 섬 Land's End와 실리 섬 사이에 있는 전설 상의 사라진 땅의 이름은 Lethowsow라는 콘월 이름을 가지고 있다. 이 이름은 수도와 난파선이 있는 토레이 협곡의 일곱 암초에게서 유래된 이름이다. 암초를 둘러싸고 있는 하얀 물이라는 이름의 '하얀 것'이라는 의미를 가지고 있다.
앨프리드 테니슨의 <왕의 목가>에서는 라이어니스를 아서왕과 모드레드의 마지막 전투 장소로 등장시켰다. 이 작품에서는 바다로 가라앉을 운명인 라이어니스에 대한 시가 나온다. 
 라이어니스에서 잘못 유래한 이름인 '사자의 도시'는 후대에 이 전설상의 왕국의 수도였다고 전해진다. 위치는 세상의 끝에서 서쪽으로 약 18마일 떨어진 곳에 있는 일곱 바위 암초 Seven Stones Reef 라고 한다. 실리 제도에서 북동쪽으로 8마일 떨어진 곳에 위치한다.

## 같이 보기
- 갈리아 루그두넨시스
- 브리튼 이야기